# محلية الجبلين
محلية الجبلين (بالإنجليزية: Al Jabalian District)‏ إحدى محليات ولاية النيل الأبيض، السودان.